# تپه شیله گرگی الف
تپه شیله گرگی الف مربوط به دوران پیش از تاریخ ایران باستان است و در بردسیر، داخل شهر واقع شده و این اثر در تاریخ ۱ فروردین ۱۳۴۵ با شمارهٔ ثبت ۴۹۴ به‌عنوان یکی از آثار ملی ایران به ثبت رسیده است.